# Portugals premiärminister
Portugals premiärminister (portugisiska: Primeiro-ministro de Portugal) är landets regeringschef.
Premiärministern utses och entledigas av Portugals president beroende av det stöd som erhålles i Portugals republikanska församling (den lagstiftande församlingen med en kammare) i enlighet med parlamentarismens principer. Premiärministerposten skapades ursprungligen år 1834, men det var först i och med ikraftträdandet av Portugals grundlag från 1976 som ämbetet fick författningsstöd.
Luís Montenegro är Portugals premiärminister sedan den 2 april 2024.

## Lista över Portugals regeringschefer
| Namn                                                       | Tillträdde        | Parti                                         |
| ---------------------------------------------------------- | ----------------- | --------------------------------------------- |
| Pedro de Sousa Holstein                                    | 24 maj 1834       |                                               |
| João Carlos de Saldanha Oliveira e Daun                    | 27 maj 1835       |                                               |
| José Jorge Loureiro                                        | 18 november 1835  |                                               |
| António José de Sousa Manoel de Menezes Severim de Noronha | 20 april 1836     |                                               |
| José da Gama Carneiro e Sousa                              | 10 september 1836 |                                               |
| Bernardo de Sá Nogueira de Figueiredo                      | 4 november 1836   |                                               |
| António Dias de Oliveira                                   | 2 juni 1837       |                                               |
| Bernardo de Sá Nogueira de Figueiredo                      | 2 augusti 1837    |                                               |
| Rodrigo Pinto Pizarro Pimentel de Almeida Carvalhais       | 18 april 1839     |                                               |
| José Lúcio Travassos Valdez                                | 26 september 1839 |                                               |
| Joaquim António de Aguiar                                  | 9 juli 1841       |                                               |
| António Bernardo da Costa Cabral                           | 7 februari 1842   |                                               |
| Pedro de Sousa Holstein                                    | 20 maj 1846       |                                               |
| João Carlos de Saldanha Oliveira e Daun                    | 6 oktober 1846    |                                               |
| António Bernardo da Costa Cabral                           | 18 juni 1849      |                                               |
| João Carlos de Saldanha Oliveira e Daun                    | 26 april 1851     |                                               |
| Nuno José Severo de Mendonça Rolim de Moura Barreto        | 6 juni 1856       |                                               |
| António José de Sousa Manoel de Menezes Severim de Noronha | 16 mars 1859      |                                               |
| Joaquim António de Aguiar                                  | 1 maj 1860        |                                               |
| Nuno José Severo de Mendonça Rolim de Moura Barreto        | 4 juli 1860       |                                               |
| Bernardo de Sá Nogueira de Figueiredo                      | 17 april 1865     |                                               |
| Joaquim António de Aguiar                                  | 4 september 1865  |                                               |
| António José de Ávila                                      | 4 januari 1868    |                                               |
| Bernardo de Sá Nogueira de Figueiredo                      | 22 juli 1868      |                                               |
| Nuno José Severo de Mendonça Rolim de Moura Barreto        | 11 augusti 1869   |                                               |
| João Carlos de Saldanha Oliveira e Daun                    | 19 maj 1870       |                                               |
| Bernardo de Sá Nogueira de Figueiredo                      | 30 augusti 1870   |                                               |
| António José de Ávila                                      | 29 oktober 1870   |                                               |
| António Maria de Fontes Pereira de Melo                    | 13 september 1871 |                                               |
| António José de Ávila                                      | 6 mars 1877       |                                               |
| António Maria de Fontes Pereira de Melo                    | 26 januari 1879   |                                               |
| Anselmo José Braamcamp                                     | 29 maj 1879       |                                               |
| António Rodrigues Sampaio                                  | 23 mars 1881      |                                               |
| António Maria de Fontes Pereira de Melo                    | 14 november 1881  |                                               |
| José Luciano de Castro                                     | 16 februari 1886  |                                               |
| António de Serpa Pimentel                                  | 14 januari 1890   |                                               |
| João Crisóstomo de Abreu e Sousa                           | 11 oktober 1890   |                                               |
| José Dias Ferreira                                         | 18 januari 1892   |                                               |
| Ernesto Rodolfo Hintze Ribeiro                             | 22 februari 1893  |                                               |
| José Luciano de Castro                                     | 5 februari 1897   |                                               |
| Ernesto Rodolfo Hintze Ribeiro                             | 26 juli 1900      |                                               |
| José Luciano de Castro                                     | 20 oktober 1904   |                                               |
| Ernesto Rodolfo Hintze Ribeiro                             | 19 mars 1906      |                                               |
| João Franco Ferreira Pinto Castelo Branco                  | 19 maj 1906       |                                               |
| Francisco Joaquim Ferreira do Amaral                       | 4 februari 1908   |                                               |
| Artur Alberto de Campos Henriques                          | 26 december 1908  |                                               |
| Sebastião Cústodio de Sousa Teles                          | 11 april 1909     |                                               |
| Venceslaus de Sousa Pereira de Lima                        | 14 maj 1909       |                                               |
| Francisco António da Veiga Beirão                          | 22 december 1909  |                                               |
| António Teixeira de Sousa                                  | 26 juni 1910      |                                               |
| Teófilo Braga                                              | 5 oktober 1910    |                                               |
| João Pinheiro Chagas                                       | 4 september 1911  |                                               |
| Augusto de Vasconcelos                                     | 13 november 1911  |                                               |
| Duarte Leite Pereira da Silva                              | 12 juni 1912      |                                               |
| Afonso Augusto da Costa                                    | 9 januari 1913    |                                               |
| Bernardino Machado                                         | 9 februari 1914   |                                               |
| Victor Hugo de Azevedo Coutinho                            | 12 december 1914  |                                               |
| Joaquim Pimenta de Castro                                  | 28 januari 1915   |                                               |
| "Förvaltningsjunta"                                        | 14 maj 1915       |                                               |
| José de Castro                                             | 17 maj 1915       |                                               |
| Afonso Augusto da Costa                                    | 29 november 1915  |                                               |
| António José de Almeida                                    | 16 mars 1916      |                                               |
| Afonso Augusto da Costa                                    | 15 april 1917     |                                               |
| Sidónio Pais                                               | 8 december 1917   |                                               |
| João do Canto e Castro                                     | 14 december 1918  |                                               |
| João Tamagnini de Sousa Barbosa                            | 23 december 1918  |                                               |
| José Carlos de Mascarenhas Relvas                          | 27 januari 1919   |                                               |
| Domingos Leite Pereira                                     | 30 mars 1919      |                                               |
| Alfredo de Sá Cardoso                                      | 30 juni 1919      |                                               |
| Francisco José Fernandes Costa                             | 15 januari 1920   |                                               |
| Alfredo de Sá Cardoso                                      | 15 januari 1920   |                                               |
| Domingos Leite Pereira                                     | 21 januari 1920   |                                               |
| António Maria Baptista                                     | 8 mars 1920       |                                               |
| José Ramos Preto                                           | 6 juni 1920       |                                               |
| António Maria da Silva                                     | 26 juni 1920      |                                               |
| António Joaquim Granjo                                     | 19 juli 1920      |                                               |
| Álvaro de Castro                                           | 20 november 1920  |                                               |
| Liberato Ribeiro Pinto                                     | 30 november 1920  |                                               |
| Bernardino Machado                                         | 2 mars 1921       |                                               |
| Tomé José de Barros Queirós                                | 23 maj 1921       |                                               |
| António Joaquim Granjo                                     | 30 augusti 1921   |                                               |
| Manuel Maria Coelho                                        | 19 oktober 1921   |                                               |
| Carlos Maia Pinto                                          | 5 november 1921   |                                               |
| Francisco Pinto da Cunha Leal                              | 16 december 1921  |                                               |
| António Maria da Silva                                     | 7 februari 1922   |                                               |
| António Ginestal Machado                                   | 19 november 1923  |                                               |
| Álvaro de Castro                                           | 18 december 1923  |                                               |
| Alfredo Rodrigues Gaspar                                   | 7 juli 1924       | Partido Democrático                           |
| José Domingues dos Santos                                  | 22 november 1924  |                                               |
| Vitorino de Carvalho Guimarães                             | 15 februari 1925  | Partido Democrático                           |
| António Maria da Silva                                     | 1 juli 1925       | Partido Democrático                           |
| Domingos Leite Pereira                                     | 1 augusti 1925    | Partido Democrático                           |
| António Maria da Silva                                     | 18 december 1925  | Partido Democrático                           |
| José Mendes Cabeçadas Júnior                               | 30 maj 1926       | militärdiktatur                               |
| Manuel de Oliveira Gomes da Costa                          | 19 juni 1926      | militärdiktatur                               |
| Óscar Carmona                                              | 9 juli 1926       | militärdiktatur                               |
| José Vicente de Freitas                                    | 18 april 1928     | militärdiktatur                               |
| Artur Ivens Ferraz                                         | 8 juli 1929       | militärdiktatur                               |
| Domingos da Costa Oliveira                                 | 21 januari 1930   | Nationell union                               |
| António de Oliveira Salazar                                | 5 juli 1932       | Nationell union                               |
| Marcello Caetano                                           | 25 september 1968 | Nationell union                               |
| Adelino da Palma Carlos                                    | 16 maj 1974       | Militärdiktatur                               |
| Vasco Gonçalves                                            | 18 juli 1974      | Militärdiktatur                               |
| José Baptista Pinheiro de Azevedo                          | 19 september 1975 | Militärdiktatur                               |
| Mário Soares                                               | 24 maj 1976       | Partido Socialista                            |
| Alfredo Nobre da Costa                                     | 28 augusti 1978   | partilös                                      |
| Carlos Mota Pinto                                          | 22 november 1978  | Partido Social Democrata                      |
| Maria de Lourdes Pintasilgo                                | 1 augusti 1979    | Partido Socialista                            |
| Francisco de Sá Carneiro                                   | 3 januari 1980    | Partido Social Democrata                      |
| Diogo Freitas do Amaral                                    | 4 december 1980   | Centro Democrático e Social - Partido Popular |
| Francisco Pinto Balsemão                                   | 9 januari 1981    | Partido Social Democrata                      |
| Mário Soares                                               | 9 juni 1983       | Partido Socialista                            |
| Cavaco Silva                                               | 6 november 1985   | Partido Social Democrata                      |
| António Guterres                                           | 28 oktober 1995   | Partido Socialista                            |
| José Manuel Barroso                                        | 6 april 2002      | Partido Social Democrata                      |
| Pedro Santana Lopes                                        | 17 juli 2004      | Partido Social Democrata                      |
| José Sócrates                                              | 12 mars 2005      | Partido Socialista                            |
| Pedro Passos Coelho                                        | 21 juni 2011      | Partido Social Democrata                      |
| António Costa                                              | 26 november 2015  | Partido Socialista                            |
| Luís Montenegro                                            | 2 april 2024      | Partido Social Democrata                      |

### Fotnoter
1. ↑  ”World Statesmen”. http://www.worldstatesmen.org/Portugal.htm. Läst 27 juni 2011.